# Balistes capriscus
Il pesce balestra (Balistes capriscus Gmelin, 1789, sinonimo Balistes carolinensis), conosciuto anche come pesce porco, è un pesce osseo marino appartenente alla famiglia Balistidae.

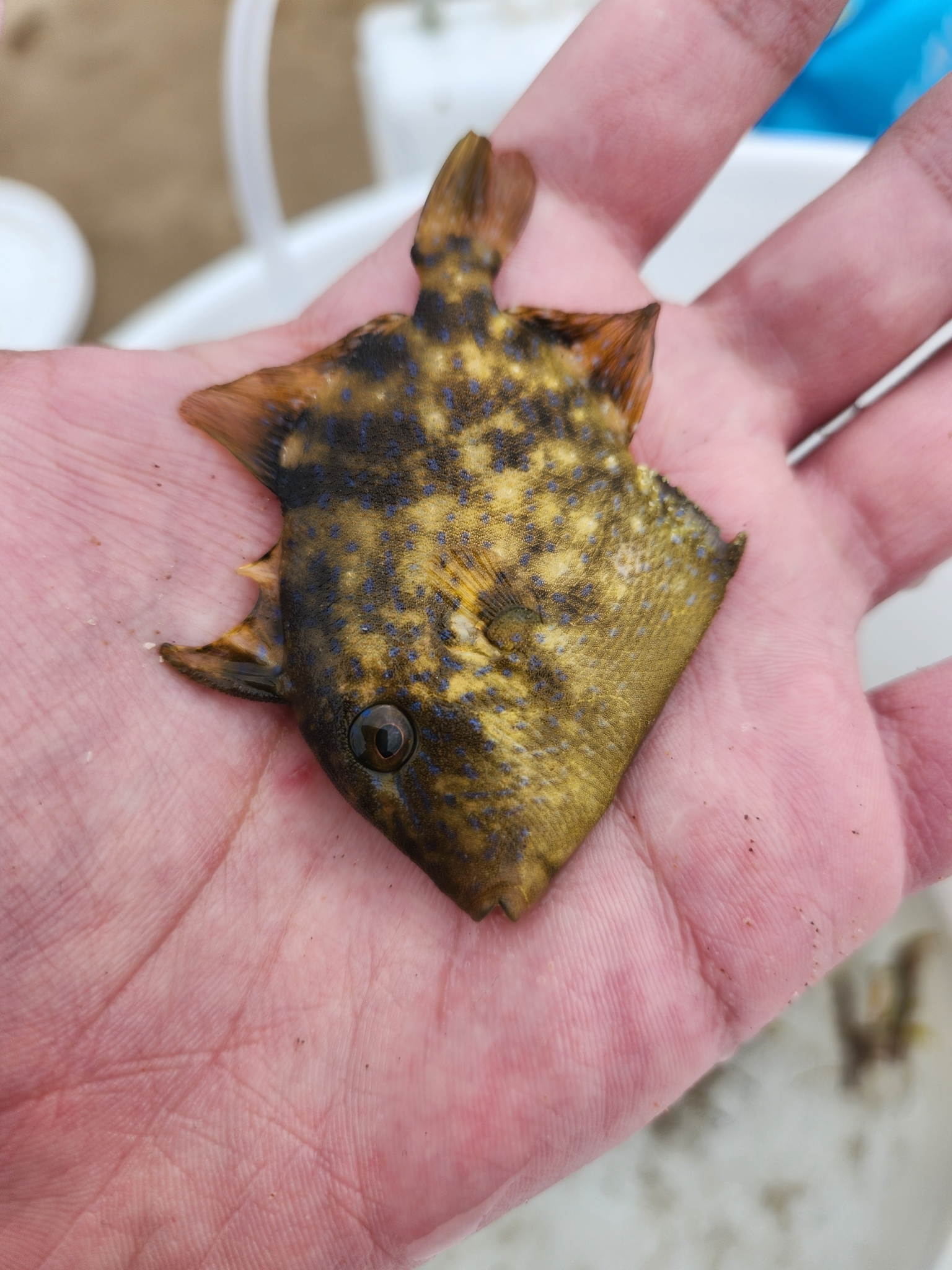
Individuo giovanile

## Distribuzione e habitat
Questa specie è diffusa nel mar Mediterraneo e su entrambe le sponde dell'Atlantico temperato e tropicale. Si incontra dalla Nuova Scozia all'Argentina, compresi il golfo del Messico e il mar dei Caraibi a ovest, dall'arcipelago britannico (raro) al Sudafrica a est.
Popola fondi duri di vario tipo, dai fondali rocciosi alle barriere coralline, comprese le barriere artificiali. Si trova anche nei porti. I giovanili sono spesso associati alla presenza di sargassi. Preferisce zone ricche di vegetazione algale. A volte staziona in superficie all'ombra di oggetti galleggianti. Può incontrarsi da 0 a 100 metri di profondità, ma di solito è costiero e non supera i 55 metri.

## Descrizione
L'aspetto del pesce balestra è caratteristico, con corpo alto e molto compresso lateralmente, occhi posti molto in alto presso il profilo dorsale della testa e bocca piccola, frontale, con labbra carnose. La pelle è dura e ricoperta di scaglie ruvide. L'apertura branchiale è piccola, obliqua, posta appena sopra e più avanti rispetto all'origine delle pinne pettorali. La mascella porta 8 robusti denti frontali seguiti da altri 6 più indietro, la mandibola ha solo 8 denti. La linea laterale è poco visibile e sinuosa, con una profonda incurvatura verso il basso nella parte posteriore del corpo.
Le pinne dorsali sono due: la prima è composta solo da tre raggi spiniformi molto spessi e robusti, soprattutto il primo, che è anche più lungo. La seconda dorsale ha solo raggi molli, in numero di 22-25, ed è opposta e simmetrica alla pinna anale, che ha 22-23 raggi molli; queste due pinne sono piuttosto alte. Le pinne pettorali hanno bordo arrotondato, le pinne ventrali sono ridotte a una robusta spina ventrale. La pinna caudale negli adulti è lunata, con i raggi superiori e inferiori allungati fino a formare due filamenti; nei giovani è tronca o a bordo arrotondato.
La sua livrea è piuttosto uniforme: il fondo è grigio-verdastro o azzurrastro; possono essere presenti tre ampie fasce indistinte più scure sul corpo. Possono esserci delle lineette e delle macchiette azzurre su corpo e pinne, che scompaiono quando l'animale muore. Durante le cure parentali la testa diventa biancastra.
Raggiunge eccezionalmente la lunghezza di 66 cm; la taglia media giunge fino a 44 cm. Il peso massimo registrato è di 6,2 kg.

### Comportamento
Vive solitario o in coppie. Si tratta di una specie curiosa che può essere avvicinata con relativa facilità. Può mordere piuttosto dolorosamente, soprattutto nel periodo riproduttivo o se maneggiato. La prima pinna dorsale ha un meccanismo particolare di blocco del primo raggio, che non può essere facilmente richiuso; l'animale utilizza questa caratteristica per fissarsi all'interno di cavità quando minacciato. Può emettere dei suoni simili al grugnito del maiale, soprattutto quando catturato; da qui il nome comune di "pesce porco". Pare che quando è addormentato sia difficilissimo da svegliare, tanto da poter essere preso con le mani.

### Riproduzione
Si riproduce in estate. Le uova sono deposte in una piccola buca sul fondale, che viene scavata dalla femmina e sorvegliata dal maschio. Le larve e i giovanili sono pelagici e si stabiliscono sul fondale dopo 4-7 mesi dalla nascita.

### Alimentazione
Si nutre di invertebrati bentonici, come crostacei e molluschi a guscio duro, che frantuma con la forte dentatura. Si nutre stando in posizione verticale.

### Predatori
Tra i predatori segnalati in letteratura vi sono il tonno pinna gialla, la lampuga e Acanthocybium solandri.

## Pesca
B. capriscus viene catturato con reti da posta e reti a strascico, ma sempre piuttosto occasionalmente. Abbocca anche alle lenze. La carne è ottima e molto apprezzata, anche se l'aspetto insolito dell'animale può scoraggiare alcuni consumatori. Al di fuori del Mediterraneo, il suo consumo ha causato avvelenamenti da ciguatera.

## Acquariofilia
Vista la grandezza può essere ospitato solamente in grandi acquari pubblici.

## Conservazione
La IUCN classifica B. capriscus come "vulnerabile", poiché in ampie parti del suo areale (golfo del Messico, golfo di Guinea e Brasile) la specie è sottoposta a grave sovrapesca e le popolazioni si sono seriamente ridotte.